# Katselovo
Katselovo (bulgariska: Кацелово) är ett distrikt i Bulgarien.   Det ligger i kommunen Obsjtina Dve mogili och regionen Ruse, i den nordöstra delen av landet, 240 km öster om huvudstaden Sofia.
Trakten runt Katselovo består till största delen av jordbruksmark. Runt Katselovo är det ganska glesbefolkat, med 43 invånare per kvadratkilometer.